# Liste der Naturdenkmale in Meckenheim (Pfalz)
Die Liste der Naturdenkmale in Meckenheim nennt die im Gemeindegebiet von Meckenheim ausgewiesenen Naturdenkmale (Stand 4. März 2024).

## Naturdenkmale
| Nr.         | Bezeichnung                       | Lage                                                 | Beschreibung                        | Bild                          |
| ----------- | --------------------------------- | ---------------------------------------------------- | ----------------------------------- | ----------------------------- |
| ND-7332-215 | Ein Walnussbaum                   | Hauptstraße, am östlichen Ortseingang Lage           | Juglans regia                       | Fotos hochladen               |
| ND-7332-217 | Zwei Walnussbäume                 | Böhler Straße, am südlichen Ortseingang Lage         | Juglans regia, zwei Bäume           | mehr Fotos \| Fotos hochladen |
| ND-7332-238 | Speierling südlich von Meckenheim | südlich des Ortes; Flur Erste Lehmgrubengewanne Lage | Sorbus domestica; 2019 am Absterben | mehr Fotos \| Fotos hochladen |
| ND-7332-239 | Speierling an der ehemaligen B 38 | Hauptstraße, am westlichen Ortseingang Lage          | Sorbus domestica                    | mehr Fotos \| Fotos hochladen |
| ND-7332-244 | Speierling am Hohlweg             | südlich des Ortes; Flur Am Hohlweg Lage              | Sorbus domestica                    | mehr Fotos \| Fotos hochladen |